# Conjunto bornívoro
En análisis funcional, un subconjunto de un espacio vectorial real o complejo {\displaystyle X} que tiene definida una bornología vectorial {\displaystyle {\mathcal {B}}} asociada se denomina conjunto bornívoro o simplemente bornívoro, si absorbe a cada elemento de {\displaystyle {\mathcal {B}}.}
Si {\displaystyle X} es un espacio vectorial topológico (EVT), entonces un subconjunto {\displaystyle S} de {\displaystyle X} es bornívoro si es bornívoro con respecto a la bornología de von-Neumann de {\displaystyle X}.
Los conjuntos bornívoros juegan un papel importante en las definiciones de muchas clases de espacios vectoriales topológicos, particularmente del espacio bornológico.

## Definiciones
Si {\displaystyle X} es un EVT, entonces un subconjunto {\displaystyle S} de {\displaystyle X} se llama bornívoro
 si {\displaystyle S} absorbe cada subconjunto acotado de {\displaystyle X.}
Un disco absorbente en un espacio localmente convexo es bornívoro si y solo si su funcional de Minkowski está limitado localmente (es decir, asigna conjuntos acotados a conjuntos acotados).

### Conjuntos infrabornívoros y aplicaciones infraacotadas
Una aplicación lineal entre dos EVT se denomina infraacotada
si asigna discos de Banach a discos acotados.
Un disco en {\displaystyle X} se llama infrabornívoro
si absorbe a cualquier disco de Banach.
Un disco absorbente en un espacio localmente convexo es infrabornívoro si y solo si su funcional de Minkowski está infraacotado.
Un disco en un espacio de Hausdorff localmente convexo es infrabornívoro si y solo si absorbe todos los discos compactos (es decir, si es "compactívoro").

## Propiedades
Cada subconjunto bornívoro o infrabornívoro de un EVT es absorbente. En un EVT pseudometrizable, cada subconjunto bornívoro es un entorno del origen.
Dos topologías en el mismo espacio vectorial EVT tienen los mismos subconjuntos acotados si y solo si tienen los mismos subconjuntos bornívoros.
Supóngase que {\displaystyle M} es un subespacio vectorial de codimensión finita en un espacio localmente convexo {\displaystyle X} y {\displaystyle B\subseteq M.} Si {\displaystyle B} es un barril (respectivamente, barril bornívoro y disco bornívoro) en {\displaystyle M}, entonces existe un barril (respectivamente, barril bornívoro y disco bornívoro) {\displaystyle C} en {\displaystyle X} tal que {\displaystyle B=C\cap M.}

## Ejemplos y condiciones suficientes
Cada entorno del origen en un EVT es bornívoro.
La envolvente convexa, la envolvente convexa cerrada y la envolvente equilibrada de un conjunto de bornívoros son nuevamente bornívoras.
La preimagen de un bornívoro bajo una aplicación lineal acotada es un bornívoro.
Si {\displaystyle X} es un EVT en el que cada subconjunto acotado está contenido en un subespacio vectorial de dimensión finita, entonces cada conjunto absorbente es un bornívoro.

### Contraejemplos
Sea {\displaystyle X} {\displaystyle \mathbb {R} ^{2}} un espacio vectorial sobre los reales.
Si {\displaystyle S} es el recubrimiento equilibrado del segmento rectilíneo cerrado entre {\displaystyle (-1,1)} y {\displaystyle (1,1)}, entonces {\displaystyle S} no es bornívoro, pero el recubrimiento convexo de {\displaystyle S} sí que lo es.
Si {\displaystyle T} es el triángulo cerrado y "relleno" con vértices {\displaystyle (-1,-1),(-1,1),} y {\displaystyle (1,1)}, entonces {\displaystyle T} es un conjunto convexo que no es bornívoro, pero su envolvente equilibrada sí que lo es.